# Södra Sallerups församling
Södra Sallerups församling var en församling i Lunds stift och i Malmö kommun. Församlingen uppgick 2002 i Husie och Södra Sallerups församling.

## Administrativ historik
Församlingen har medeltida ursprung. Före den 1 januari 1886 (ändring enligt beslut den 17 april 1885) var namnet Sallerups församling.
Församlingen utgjorde till 1 maj 1924 ett eget pastorat och var därefter till 1962 moderförsamling i pastoratet Södra Sallerup, Bjärshög och Oxie, som före 1949 även omfattade Husie församling. Från 1962 till 2002 var den annexförsamling i pastoratet Husie och Södra Sallerup. Församlingen uppgick 2002 i Husie och Södra Sallerups församling.

## Kyrkor
- Södra Sallerups kyrka